# 蘇格蘭皇家音樂學院
蘇格蘭皇家音樂學院（英語：Royal Conservatoire of Scotland，蘇格蘭蓋爾語：Conservatoire Rìoghail na h-Alba，原稱：Royal Scottish Academy of Music and Drama）是一座位於蘇格蘭格拉斯哥的音樂學院，教授音樂、戲劇及舞蹈。成立於1845年，當時稱格拉斯哥教育協會（Glasgow Educational Association），后數次改名，2011年9月1日改現名。是蘇格蘭最佳的表演藝術學院之一。2010年在Cowcaddens附近開設新校區，現稱“Speirs Locks Studios”。
2022年版《QS世界大學排名》將其“表演藝術”學科列在全球第5位。

## 外部連結
- Royal Conservatoire of Scotland website （页面存档备份，存于）
- Royal Conservatoire of Scotland Short Courses website （页面存档备份，存于）
- Royal Conservatoire of Scotland Summer Schools website （页面存档备份，存于）